# Cortinarius eutactus
Cortinarius eutactus är en svampart som beskrevs av Soop 2005. Cortinarius eutactus ingår i släktet Cortinarius och familjen spindlingar.   Inga underarter finns listade i Catalogue of Life.